# 27 janvier dans les chemins de fer
27 décembre 27 février
Chronologies thématiques
- Croisades
- Sports
- Disney

Cette page concerne les événements qui se sont déroulés un 27 janvier dans les chemins de fer.

## Événements

### XXesiècle
- 1983, Japon : achèvement du percement de la galerie de service du tunnel du Seikan.

### XXIesiècle
- 2003, France : une collision frontale entre un train italien et un train français dans le tunnel de la Biogna (ligne de Tende) fait deux morts et quatre blessés graves. La cause serait une erreur du service d'exploitation de la ligne assuré par la SNCF.
- 2004, Union européenne : signature entre la CER (Communauté européenne du rail) et l'ETF (European Transport Workers Federation) d'un accord sur les règles sociales applicables au personnel roulant dans les services transfrontaliers.

## Naissances
- 1852 : Fulgence Bienvenüe, père du métropolitain